# Ринк, Хинрик Йоханнес
Хинрик Йоханнес Ринк (дат. Hinrich Johannes Rink; 1819—1893) — датский путешественник.

## Биография
Изучал физику и химию в университете Копенгагена. Исследовал северную Гренландию, позже был инспектором южной Гренландии и директором гренландской торговли. Напечатал: «Die Nikobarischen Inseln» (Копенгаген, 1847), «Groenland, geographisk og Statistik beskrevet» (ib., 1852—1857, английский перевод, Л., 1877; извлечения на немецком языке напеч. Etzel, Штутгарт, 1860), «Eskimoiske Eventyr og Sagn» (Копенгаген, 1866; дополнительный том, 1871; английский перевод, Л., 1875), «The Eskimotribes, their distribution and characteristics» (Копенгаген, 1887; дополнительный том, 1891), «Groenaendere og Danske i Groenland» (Христиания, 1888). Открыл и поддерживал талант эскимосского народного художника Арона из Кангека.

## Издания на русском языке
- Ринк Хинрик. Мифы и легенды эскимосов / Пер. с англ. Н. И. Лисовой. — М.: ЗАО «Центрполиграф», 2007. — 366 с. — ISBN 978-5-9524-3293-2.